# Boku wa Imōto ni Koi o Suru (película)
Boku wa Imōto ni Koi o Suru es la adaptación cinematográfica del manga con el mismo nombre que se estrenó en el año 2007. Fue protagonizada por Jun Matsumoto y Nana Eikura, mientras que los papeles secundarios los tuvieron Yūta Hiraoka y Ayaka Komatsu.

## Argumento
Yori e Iku son gemelos que cuando niños, eran muy unidos. Ahora que crecieron, Yori se volvió una persona distante y fría con su hermana, debido a que desde hace tiempo, está enamorado de ella y no quiere cometer "incesto". Iku dolida, no entiende por qué su hermano la rechaza. Haruka es gran amigo de Yori y a la vez, tiene sentimientos por Iku. Este lo sabe todo y se lo guarda para sí mismo, pero como tiene en claro que el amor entre ellos no puede ser, trata de acercarse a Iku con el propósito de estar iniciar algo. Iku piensa en considerar la propuesta de Haruka y se lo consulta a Yori. Una noche todo cambia, ambos caen en la tentación y terminan teniendo sexo, es allí que deciden comenzar una relación secreta. Las cosas marchan bien, hasta que Tomoka, una compañera de clases los descubre besándose en un aula. Tomoka advierte a Yori que si no salen, contará la verdad. Yori no tiene más remedio que hacerlo y acepta. Como ve que no funciona, la deja porque a la única chica que ama es a Iku y no le importa si tienen la misma sangre, él prefiere seguir a su corazón. Sin embargo, no todo es perfecto y tal vez su amor no pueda triunfar como esperan.

## Reparto
- Jun Matsumoto es Yuki Yori.
- Nana Eikura es Yuki Iku.
- Yūta Hiraoka es Yano Haruka.
- Ayaka Komatsu es Kusunoki Tomoka.
- Yuki Asano es Yuki Saki.
- Natsuki Okamoto